# استیون بروگان
استیون بروگان (انگلیسی: Stephen Brogan؛ زادهٔ ۱۲ آوریل ۱۹۸۸) بازیکن فوتبال اهل بریتانیا است.
از باشگاه‌هایی که در آن بازی کرده‌است می‌توان به باشگاه فوتبال روترهام یونایتد، باشگاه فوتبال استالی‌بریج سلتیک، باشگاه فوتبال آلفرتون تاون، باشگاه فوتبال ساوتپورت، باشگاه فوتبال گینزبورو ترینیتی، باشگاه فوتبال فارست گرین راورز، و باشگاه فوتبال گایزلی اشاره کرد.
وی همچنین در تیم ملی فوتبال England C بازی کرده‌است.